# Slaughter and the Dogs
Slaughter and the Dogs (auch Slaughter & the Dogs) ist eine englische Punkrock-Band.

## Geschichte
Slaughter and the Dogs wurde 1975 in Wythenshawe gegründet, zur Urbesetzung gehörten u. a. die Schulfreunde Wayne Barrett und Mick Rossi. Der Bandname beruht auf Mick Ronsons Slaughter on Tenth Avenue und David Bowies Diamond Dogs. Die Gruppe bildete ursprünglich ein Quintett, ehe Mike Day sie verließ. 1976 konnte dank einer Zuwendung von 200 £ durch Rob Gretton, der auch den ersten Fanklub der Band gründete, die Debütsingle Cranked Up Really High aufgenommen werden. Slaughter and the Dogs spielten im selben Jahr zusammen mit den Sex Pistols und den Buzzcocks in der Free Trade Hall, am 29. August 1977 folgte die Single Where Have All the Boot Boys Gone?.
Kurz nachdem sich die Band 1978 vorübergehen trennte, gab Decca Records mit Do It Dog Style ihr erstes Studioalbum heraus. Nach der Wiedervereinigung erschienen bis 1982 mehrere Veröffentlichungen, danach folgte erst 1989 die Kompilation The Slaughterhouse Tapes und 1991 das nächste Studioalbum Shocking. Seitdem gibt die Gruppe wieder regelmäßig Aufnahmen heraus.
2018 gehörten sie zu den Headlinern des jährlichen Rebellion Festivals.
Parallel zu Slaughter and the Dogs existierte in den späten 1970er und frühen 80er Jahren die von Mick Rossi und Howard Bates getragene New-Wave-Band Slaughter. Zur Gruppe gehörten auch Billy Duffy und der Eater-Schlagzeuger Phil Rowland. Slaughter fanden 2017 wieder zusammen. Rossi war außerdem Kopf der Bands The Monsters und The Swingers, in letzterer spielte er zusammen mit Glen Matlock.

## Rezeption
Mit Where Have All the Boot Boys Gone? war Slaughter and the Dogs 1980 auf Oi! The Album vertreten, Die Toten Hosen spielten außerdem eine Version des Stücks für die LP Laune der Natur ein.
GBH coverten Boston Babies, das ursprünglich auf Do It Dog Style enthalten war, auf ihrem Debütalbum City Baby Attacked by Rats. 

## Diskografie (Auswahl)
- 1976: Cranked Up Really High (Single)
- 1977: Where Have All the Boot Boys Gone? (Single)
- 1978: Do It Dog Style (Studioalbum)
- 1978: Live Slaughter Rabid Dogs (Livealbum)
- 1982: Half Alive (Maxi-Single)
- 1991: Shocking (Studioalbum)
- 1996: Barking Up the Right Tree (Studioalbum)
- 2001: Beware Of... (Studioalbum)
- 2008: Manchester 101 (Live-DVD)
- 2016: Vicious (Studioalbum)
- 2021: Il Tradimento Silenzioso (The Silent Betrayal) (Studioalbum)